# Nova Iguaçu
Nova Iguaçu je grad koji se nalazi u brazilskoj saveznoj državi Rio de Janeiro. Smješten je u širem metropolitanskom području Ria. Po veličini je četvrti grad u ovoj saveznoj državi. Ima populaciju od oko 800.000 stanovnika te je predgrađe i satelitski grad koji gravitira Riu.
Prije naseljavanja Portugalaca, ovdje su živjeli Indijanci iz plemena Jacutingas. Ti isti Indijanci pomažu Francuzima pri naseljavanje i upoznavanju ovoga područja. Godine 1503. pristižu Portugalci i protjeravaju Francuze te ubijaju mnogo Jacutingasa. Portugalci tu ubrzo prvo grade kapelu u čast sv. Anti, mlin, a konačno i crkvu.
Status grada dobivaju 15. siječnja 1833.